# Jonathan Marchessault
Jonathan Audy-Marchessault (ur. 27 grudnia 1990 w Cap-Rouge, Quebec, Kanada) – hokeista kanadyjski, gracz ligi NHL. 

## Kariera klubowa
- Quebec Remparts (2007–2011)
- Connecticut Whale (2011–2012)
- Columbus Blue Jackets (1.07.2012 – 5.03.2014)  
  -  Springfield Falcons (2012–2014)
- Tampa Bay Lightning (5.03.2014 – 1.07.2016)
  -  Syracuse Crunch (2014–2016)
- Florida Panthers (1.07.2016 – 22.06.2017)
- Vegas Golden Knights (22.06.2017 –

## Sukcesy
Reprezentacyjne
- Srebrny medal mistrzostw świata: 2019

Klubowe
- Clarence S. Campbell Bowl: 2018 z Vegas Golden Knights

Indywidualne
- Występ w Meczu Gwiazd AHL: 2011–2012, 2012–2013, 2014–2015